# Chiesa di San Filippo (Serramezzana)
La chiesa di San Filippo apostolo è un edificio religioso di Serramezzana, in provincia di Salerno. È la chiesa madre e parrocchiale del comune e sorge a nord del paese, nella zona alta, a piè di collina.

## Storia
L'edificio è originario del XVIII secolo, e le prime notizie storiche sono datate al 1706, quando l'abate Giacomo Navarreta visitò la struttura.

## Descrizione
La chiesa ha una planimetria a 3 navate, con un impianto a croce latina, ed a destra di essa sorge il campanile. Le decorazioni interne sono di stile neoclassico, così come la parte frontale della struttura.